# William Shanks
William Shanks (25 de enero de 1812 -- 1882 en Houghton-le-Spring, Durham, Inglaterra) fue un matemático amateur conocido por su tenacidad en la forma de averiguar posiciones decimales del número pi hasta 707 posiciones en el año 1873 (sólo fueron correctas los 527 primeros lugares decimales). Este error fue detectado en 1944 por Ferguson (empleando una Calculadora mecánica).
Se sabe que dedicó gran parte de su vida a este cálculo así como el de otras constantes. Solía tener una rutina: gastaba la mañana en el cálculo y por la tarde revisaba el trabajo de la mañana. 
Para calcular π, Shanks empleó la fórmula: 
{\displaystyle {\frac {\pi }{4}}=4\arctan \left({\frac {1}{5}}\right)-\arctan \left({\frac {1}{239}}\right)}
El trabajo de Shanks no fue superado hasta un siglo después con el advenimiento de los ordenadores.
Shanks se dedicó a calcular otras constantes como e y la constante de Euler-Mascheroni (γ) con bastantes números decimales. Además publicó una tabla con los primos hasta 60 000 y encontró logaritmo natural de 2, 3, 5 y 10 hasta 137 posiciones.